# Marek Gorzelniak
Marek Gorzelniak (Legnica, 12 de julio de 1968) es un deportista polaco que compitió en halterofilia.
Ganó una medalla de plata en el Campeonato Europeo de Halterofilia de 1990, en la categoría de 56 kg. Participó en dos Juegos Olímpicos de Verano, en los años 1992 y 1996, ocupando el octavo lugar en Barcelona 1992, en la misma categoría.

## Palmarés internacional
| Campeonato Europeo | Campeonato Europeo | Campeonato Europeo | Campeonato Europeo |
| Año                | Lugar              | Medalla            | Categoría          |
| ------------------ | ------------------ | ------------------ | ------------------ |
| 1990               | Ålborg (Dinamarca) | Medalla de plata   | 56 kg              |